# Comic Party
Comic Party (こみっくパーティー?, Komikku Pātī) è un videogioco di simulazioni d'appuntamento, sviluppato e pubblicato dallo studio Leaf. È stato pubblicato il 28 maggio 1999 per PC con contenuti per adulti, mentre un'edizione adatta a tutti è stata successivamente pubblicata per Dreamcast, PC e PSP. Il gioco ha ispirato due serie televisive da 13 episodi ciascuna e quattro special diretti da Norihiko Sudo (prima stagione), Jun'ichi Sakata e Mitsuhiro Tōgō (seconda stagione). La serie è stata trasmessa dalle emittenti televisive giapponesi Television Kanagawa, Chiba TV, Television Wakayama (prima serie) e da Television Kanagawa e Kyoto Broadcasting System (seconda stagione). In Italia la prima stagione dell'anime e gli OAV sono stati trasmessi su Man-Ga da settembre 2010 e distribuiti in DVD da Yamato Video. La seconda stagione è inedita.

## Trama
All'inizio di aprile, Kazuki Sendo è invitato dal suo amico, Taishi Kuhonbutsu, a venire con lui al Tokyo Big Sight. Lui è sorpreso di vedere migliaia di persone in attesa di entrare alla convention comic party. Una volta dentro, Kazuki incontra alcuni artisti dōjinshi. Dopo la loro visita al comic party, Taishi convince Kazuki a disegnare dōjinshi perché riconosce le sue abilità come artista, ma l'amica d'infanzia di quest'ultimo (Mizuki) cerca di farlo ragionare, perché crede che gli otaku siano solo persone maleodoranti, sporche, e disgustose, ma Kazuki è già deciso e comincia a disegnare la sua prima dōjinshi.

## Personaggi
Kazuki Sendo
Doppiato da Masami Kikuchi e Luca Bottale
Mizuki Takase
Doppiata da Riko Sayama e Debora Magnaghi
Taishi Kuhonbutsu
Doppiato da Kōichi Tōchika e Paolo De Santis
Yu Inagawa
Doppiata da Kaoru Morota e Marcella Silvestri
Eimi Oba
Doppiata da Shizuka Ishigawa e Laura Brambilla
Chisa Tsukamoto
Doppiata da Sumie Baba e Federica Valenti
Multi
Doppiata da Yui Horie e Annalisa Longo
Aya Hasebe
Doppiata da Mie Sonozaki e Benedetta Ponticelli

## Episodi

### Prima stagione
| Nº | Titolo italiano Giapponese 「Kanji」 - Rōmaji                                                            | In onda        | In onda           |
| Nº | Titolo italiano Giapponese 「Kanji」 - Rōmaji                                                            | Giapponese     | Italiano          |
| 1  | La prima fatale esperienza!? 「運命の初体験!?」 - Unmei no shotaiken!?                                   | 2 aprile 2001  | 13 settembre 2010 |
| 2  | Mettici il cuore 「想いをこめて」 - Omoi wo komete                                                       | 9 aprile 2001  | 13 settembre 2010 |
| 3  | Gente che vende e gente che compra alla mostra mercato 「売る人買う人即売会」 - Urujin kaujin sokubaikai | 16 aprile 2001 | 20 settembre 2010 |
| 4  | Non abbiamo proprio soldi! 「お金がすごく無い!」 - O-kin ga sugo kunai!                                  | 23 aprile 2001 | 20 settembre 2010 |
| 5  | Questo è il problema 「それが問題だ」 - Sore ga mondai da                                                | 30 aprile 2001 | 27 settembre 2010 |
| 6  | Aspira al Comic Party 「目指せ、こみっくパーティー!」 - Mezase, Komikku Pātī!                            | 7 maggio 2001  | 27 settembre 2010 |
| 7  | Il festival della speranza 「希望の祭典!」 - Kibou no saiten!                                            | 14 maggio 2001 | 4 ottobre 2010    |
| 8  | Sulla spiaggia... 「渚にて…」 - Nagisa nite...                                                           | 21 maggio 2001 | 4 ottobre 2010    |
| 9  | Un sogno irrinunciabile 「すてきれない夢」 - Sutekirenai yume                                            | 28 maggio 2001 | 11 ottobre 2010   |
| 10 | La distanza tra i due 「二人の距離」 - Futari no kyori                                                   | 4 giugno 2001  | 11 ottobre 2010   |
| 11 | L'incerto futuro 「見えない明日」 - Mienai ashita                                                        | 11 giugno 2001 | 18 ottobre 2010   |
| 12 | Brother 2 di nuovo 「ブラザー2、再び」 - Burazaa 2, futatabi                                             | 18 giugno 2001 | 18 ottobre 2010   |
| 13 | Il nostro party 「ぼくたちのパーティー!」 - Boku-tachi no Pātī!                                          | 25 giugno 2001 | 25 ottobre 2010   |

#### OAV Special
| Nº | Titolo italiano                                                         | Prima edizione | Prima edizione                     |
| Nº | Titolo italiano                                                         | Giapponese     | Italiano (trasmissione televisiva) |
| 1  | Il fascino del vapore — Il caso della comitiva dojinshi dispersa        | dicembre 2003  | 25 ottobre 2010                    |
| 2  | Minaccia! Dooby Doobah nel mondo sotterraneo!                           | dicembre 2003  | 25 ottobre 2010                    |
| 3  | Stupore e verità! Scoprite il mistero dell'evoluzione del genere umano! | marzo 2004     | 25 ottobre 2010                    |
| 4  | Voi che ereditate le stelle! La verità è con voi!                       | marzo 2004     | 25 ottobre 2010                    |

### Seconda stagione
| Nº | Titolo italiano (traduzione letterale) Giapponese 「Kanji」 - Rōmaji                                                   | In onda        | In onda  |
| Nº | Titolo italiano (traduzione letterale) Giapponese 「Kanji」 - Rōmaji                                                   | Giapponese     | Italiano |
| 1  | Voglio vendere questo libro! 「この本、売れてほしいです!」 - Kono hon, urete hoshii desu no!                           | 4 aprile 2005  | -        |
| 2  | Ooh, portami al mare! 「ふみゅーん、私を海に連れてって！」 - Fumyuun, watashi wo umi ni tsuretette!                    | 11 aprile 2005 | -        |
| 3  | Il nostro obiettivo è: super baseball! 「うちらが目指すんは-超人野球や！」 - Uchira ga mezasun wa - choujin yakyuu ya! | 18 aprile 2005 | -        |
| 4  | I miei sentimenti... per favore ascoltali! 「私の想い……きいてください！」 - Watashi no omoi...... kiite kudasai!       | 25 aprile 2005 | -        |
| 5  | Battaglia calda! Cosplay Fight 「熱闘！ コスプレファイト！」 - Nettō! Kosupure Faito!                                  | 2 maggio 2005  | -        |
| 6  | Salvataggio della stampa Tsukamoto! Desuno 「塚本印刷を救えですの」 - Tsukamoto insatsu wo sukue! Desuno               | 9 maggio 2005  | -        |
| 7  | Bravo ad Inobou! 「猪ノ坊でブラボー！」 - Inoshishi no bou de Burabou!                                                 | 16 maggio 2005 | -        |
| 8  | Principessa del tennis 「テニスのお姫様（プリンセス）（仮）」 - Tenisu no purinsesu (kari)                             | 23 maggio 2005 | -        |
| 9  | Il più grande bagno di sangue della storia 「史上最大の血戦！」 - Shijou saidai no kessen                              | 30 maggio 2005 | -        |
| 10 | Diventiamo amici 「オトモダチからはじめましょ」 - Otomodachi kara hajimemasho                                          | 6 giugno 2005  | -        |
| 11 | Il temuto doijin avvelenato 「恐怖の毒同人」 - Kyoufu no doku doujin                                                   | 13 giugno 2005 | -        |
| 12 | Stai fermo Kazuku, è la dominazione del mondo 「立て、和樹！世界征服だ！」 - Date Kazuki, sekai seifuku da             | 20 giugno 2005 | -        |
| 13 | Col passare del tempo 「As time goes by」                                                                              | 27 giugno 2005 | -        |